# Heyselkatastrofen

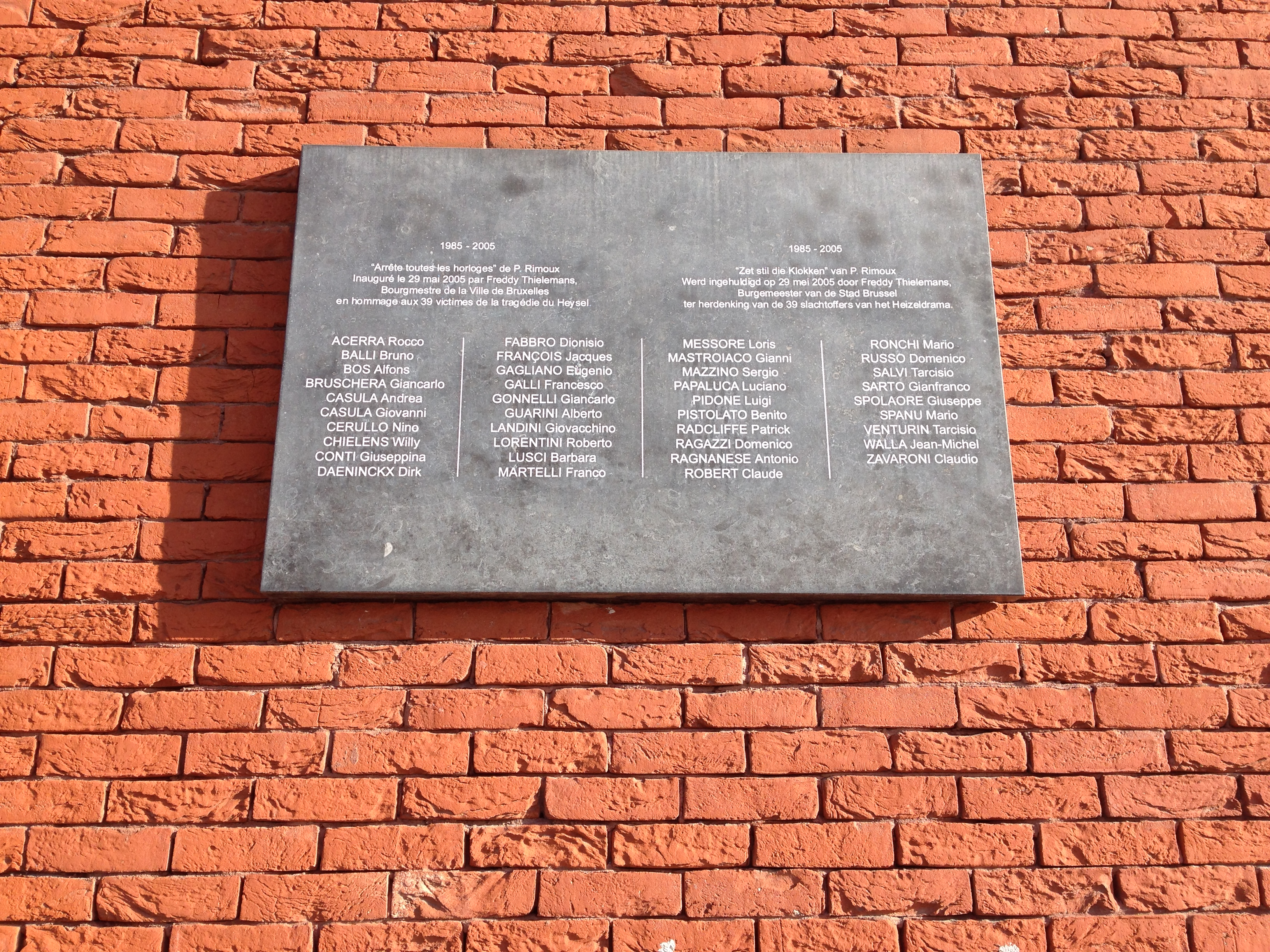
Minnestavla över de omkomna.

Heyselkatastrofen (franska: Drame du Heysel, nederländska: Heizeldrama) inträffade den 29 maj 1985 före Europacupfinalen i fotboll på Heyselstadion i Bryssel i Belgien, när supportrar till Liverpool FC stormade den läktarsektion där supportrar till Juventus FC befann sig. Matchen spelades ändå och Juventus FC vann med 1–0.

## Förlopp
Olyckan startade på den så kallade Sektion Z, som var avsedd för neutrala åskådare och var placerad mittemellan sektioner reserverade för Liverpool FC:s respektive Juventus FC:s tillresta supportrar. Dock hade ett stort antal italienska fans och ett mindre antal britter kommit över biljetter till den neutrala sektionen.
Bråk utbröt mellan Liverpool- och Juventusanhängare och det tunna stängslet som avgränsade de båda sektionerna revs ned. Flera hundra Liverpoolanhängare attackerade den neutrala läktarsektionen och Juventus läktarsektion. Panik uppstod då tusentals fans, majoriteten Juventussupportrar, försökte undkomma bråken. Den stora folkmassan pressades mot en mur vid läktarens sida, varvid den till slut kollapsade. I kaoset omkom 39 människor. 33 italienare, fyra belgare, en fransman samt en nordirländare avled på plats. Ytterligare en person avled några månader senare. Upp till 400 personer skadades.
Direkt efter tragedin gjorde uppretade Juventussupportrar vid den andra stadionkurvan upprepade försök att ta sig över till britterna. Dessa försök slogs dock ned av polis. Trots tragedin spelades finalmatchen, två timmar försenad. Juventus vann med 1–0 efter mål på straff av Michel Platini. 

## Orsaker
Heyselarenan var i dåligt skick vilket gjorde att säkerheten var bristfällig och därmed bidrog till katastrofen. Därtill skulle de engelska och italienska fansen egentligen sitta på var sin sida av arenan. Men via den svarta marknaden hade italienska supportrar kommit över många biljetter i sektion Z vilket gjorde att Liverpoolfans och Juventusfans bara skiljdes genom ett provisoriskt staket.

## Konsekvenser
I Västtyskland avbröts direktsändningen när matchen började, medan Österrike sände matchen samtidigt som en skylt gång på gång visade upp en text om att det inte var en fotbollssändning utan en rapport om att förhindra en ännu värre katastrof. I Sverige, där både kravallerna och matchen visades, konstaterade Arne Hegerfors att mer skräckfyllda bilder aldrig sänts från en europeisk idrottsarena. 14 brittiska supportrar dömdes efter matchen, likaså ansvarige polisbefäl Johan Mathieu. Att spelarna i Juventus firade klubbens första europacupseger offentligt efter matchen fick stor kritik med tanke på alla som hade dött inför matchen. Efter katastrofen stängde den engelska fotbollsorganisationen FA av sina egna lag från Europaspel i fem år.